# Robey
Robey Sportswear is een Nederlands merk van sportschoenen en sportkleding uit Rotterdam.
Het bedrijf werd in 1947 opgericht door Pieter Bey. In de beginjaren werd veelal de tennis-wereld gesponsord. Daarna werd ook de voetbalwereld gesponsord. In de jaren tachtig werden verschillende voetbalteams gesponsord, zoals Sparta Rotterdam, Heracles Almelo, FC Groningen en het Nederlands voetbalelftal. Vanaf 2014 zijn er weer teams die uitkomen in tenues van Robey.
In het seizoen 2017/18 was Robey kledingsponsor bij drie betaaldvoetbalclubs, namelijk Willem II, Sparta Rotterdam en FC Emmen. In het seizoen 2016/17 waren dat daarnaast FC Groningen, PEC Zwolle en Roda JC Kerkrade.
Vanaf seizoen 2021/22 sponsoren zij FC Den Bosch, FC Groningen, Sparta Rotterdam, Telstar, FC Volendam en Willem II. In het seizoen 2023/24 werden ook De Graafschap, N.E.C., Vitesse en Fortuna Sittard toegevoegd aan de lijst. Vanaf het seizoen 2024/25 belandt Robey ook in Duitsland en wordt daar technisch sponsor van Fortuna Köln, dat uitkomt in de Regionalliga West. Uiteindelijk is in het seizoen 2025/26 [Excelsior Rotterdam] toegevoegd.